# Gian Luigi Rondi

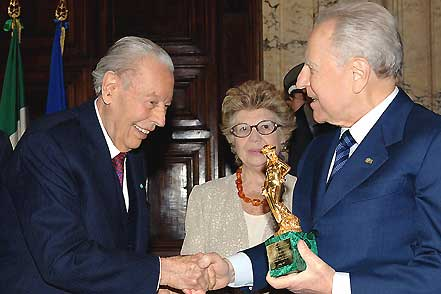
Gian Luigi Rondi (links) und Carlo Azeglio Ciampi.

Gian Luigi Rondi Nasalli (* 10. Dezember 1921 in Tirano; † 22. September 2016 in Rom) war ein italienischer Filmkritiker.

## Leben
Rondi zog mit seiner Familie im Alter von vier Jahren nach Genua, 1935 nach Rom, wo er seine Schulzeit beendete. Er schrieb sich für Rechtswissenschaften an der Universität ein (ein Herzfehler ersparte ihm den Militärdienst). 1945 machte er seinen Abschluss und erhielt ein erstes Engagement als Journalist für die katholische Voce operaia. Dann leitete er die Zeitschrift Teatro und arbeitete mit Silvo D’Amico für dessen biografisches Werk zum Theater- und Filmschaffen Italiens zusammen.
In den Folgejahren entwickelte sich Rondi zu einem der führenden Filmkritiker Italiens, der für Il Tempo, aber auch für französische und belgische Zeitungen schrieb. 1949 wurde er zum ersten Male in die Jury der Filmfestspiele von Venedig berufen; 1950 begann er eine Radiorubrik für die RAI. Alle diese Tätigkeiten übte er – teilweise bis ins neue Jahrtausend – jahrzehntelang aus.
In den 1950er Jahren betätigte Rondi sich einige Male als Drehbuchautor. Als Regisseur legte er zwischen 1952 und 1968 einige Dokumentarfilme vor; ein einziges Mal – bei L'Italia è di moda 1963 – drehte er einen abendfüllenden Film. Auch für das Fernsehen wurde er gelegentlich verpflichtet. Sein Hauptschaffen blieb jedoch die Kritik und Filmtheorie; er gehörte den Jurys aller bedeutenden europäischen Filmfestivals an und leitete bei denen von Venedig und Sorrent die „Incontri Internazionali di Cinema“. 1970 gründete er das „Festival delle Nazioni“. 1993 bis 1997 war er Präsident der Biennale di Venezia.
Rondi veröffentlichte zahlreiche Schriften und wurde vielfach mit Ehrungen bedacht, so u. a. dem Großkreuz der Italienischen Republik, dem Bundesverdienstkreuz und der französischen Ehrenlegion.

## Filmografie (Auswahl)
Drehbuch
- 1954: Liebe, Frauen und Soldaten (Destinées)
- 1957: Der Hund, der „Herr Bozzi“ hieß (Un angelo è sceso a Brooklyn)
- 1963: L'Italia è di moda (& Regie)